# The Journal of Medicine and Philosophy
The Journal of Medicine and Philosophy es una revista médica bimestral revisada por pares que cubre la bioética y la filosofía de la medicina. Fue establecido en 1976 y es publicado por Oxford University Press. El editor en jefe fundador fue Edmund Pellegrino (Universidad de Georgetown), y el actual es Mark J. Cherry (Universidad de St. Edward). Según Journal Citation Reports, la revista tiene un factor de impacto de 0,854 en 2017.

## Métricas de revista
2022
- Web of Science Group : 0.944
- Índice h de Google Scholar: 53
- Scopus: 1.412